# ヤングチャンピオンシップ
ヤングチャンピオンシップは、帯広市が帯広競馬場で開催するばんえい競馬の重賞競走である。
北海道輓用馬振興対策協議会賞、農業法人鎌田きのこ株式会社賞。

## 概要
1999年に特別競走「ヤングクラウンズカップ」として創設。2007年より現在の名称に改称された。
2008年より重賞競走に格上げ。2011年までBG3に格付けされていたが、2012年よりBG2に格上げされた。

### 競走条件・賞金
出走資格：2歳、産駒特別選抜
以下の産地限定トライアル競走（総称して「ばんえい甲子園」と呼ぶ）における、上位各2頭のみが出走できる。所属馬を「生産地単位」で区分して予選競走を行い、その上位馬による優勝戦を行うのは、日本国内では他に例がなく、世界的にみても特徴的な出走条件といえる。
- 北央産駒特別（空知・上川・留萌・宗谷管内生産馬限定）
- 南北海道産駒特別（石狩・後志・渡島・檜山・胆振・日高管内および北海道外生産馬限定）
- 北見産駒特別（オホーツク管内生産馬限定）
- 釧路産駒特別（釧路・根室管内生産馬限定）
- 十勝産駒特別（十勝管内生産馬限定）

以上のトライアル競走において、出走資格を得ていた馬が出馬表確定以前に出走を回避した場合は、当該馬が出走したトライアル競走に出走していた他の馬からのみ補充されて出走資格を得る。この意味で、産地限定トライアル競走で1着または2着になった馬が単に優先出走の権利を得るという以上に、3着以下となった馬には出走するにあたって制限が加えられている。過去の競走で、3頭以上が過去に同じ産地限定トライアル競走に出走していた例はない。
2023年度の賞金額は1着200万円、2着76万円、3着44万円、4着24万円、5着16万円。

## 歴代優勝馬
名称は第1回-第8回が「ヤングクラウンズカップ」、第9回以降は「ヤングチャンピオンシップ」。
優勝馬の馬齢は2000年まで旧表記、2001年以降は現表記。1-9回は特別競走。
| 回数   | 施行日         | 開催地 | 天候 | 馬場 水分 | 優勝馬             | 産地     | 性齢 | ばんえい 重量 | タイム | 優勝騎手   | 管理調教師 |
| ------ | -------------- | ------ | ---- | --------- | ------------------ | -------- | ---- | ------------- | ------ | ---------- | ---------- |
| 第1回  | 1999年12月19日 | 帯広   | 曇   | 1.9%      | キタミハクリキ     | 上士幌   | 牡3  | 610           | 1:29.6 | 坂本東一   | 梨本照夫   |
| 第2回  | 2000年12月24日 | 帯広   | 晴   | 3.0%      | レオユウホー       | 幕別     | 牡3  | 610           | 1:42.7 | 鈴木勝堤   | 林豊       |
| 第3回  | 2001年12月24日 | 帯広   | 晴   | 2.6%      | ユミタロウ         | 帯広     | 牡2  | 610           | 1:26.5 | 大口泰史   | 西邑春夫   |
| 第4回  | 2002年12月22日 | 帯広   | 晴   | 4.2%      | エビステンショウ   | 芽室     | 牡2  | 610           | 1:36.6 | 坂本東一   | 梨本照夫   |
| 第5回  | 2003年12月14日 | 帯広   | 晴   | 3.9%      | エンジュオウカン   | 中標津   | 牝2  | 590           | 1:31.5 | 大口泰史   | 久田守     |
| 第6回  | 2004年12月12日 | 帯広   | 晴   | 4.8%      | スーパークリントン | 釧路     | 牡2  | 580           | 1:53.0 | 大河原和雄 | 平田義弘   |
| 第7回  | 2005年12月23日 | 帯広   | 晴   | 5.2%      | ニシキセンプー     | 稚内     | 牡2  | 570           | 1:35.1 | 藤野俊一   | 小林勝二   |
| 第8回  | 2006年12月23日 | 帯広   | 曇   | 2.7%      | カネサリュウ       | 旭川     | 牡2  | 570           | 1:46.0 | 工藤篤     | 村上慎一   |
| 第9回  | 2007年12月30日 | 帯広   | 曇   | 7.5%      | ホクショウジャパン | 弟子屈   | 牡2  | 570           | 1:07.5 | 大河原和雄 | 服部義幸   |
| 第10回 | 2008年12月30日 | 帯広   | 小雪 | 8.1%      | ホクショウバンク   | 滝上     | 牡2  | 600           | 1:17.0 | 鈴木恵介   | 岡田定一   |
| 第11回 | 2009年12月30日 | 帯広   | 雪   | 6.1%      | ホクショウバトル   | 本別     | 牡2  | 590           | 1:14.6 | 藤野俊一   | 岡田定一   |
| 第12回 | 2010年12月30日 | 帯広   | 曇   | 3.1%      | オイドン           | 帯広     | 牡2  | 610           | 1:18.3 | 大口泰史   | 鈴木邦哉   |
| 第13回 | 2011年12月30日 | 帯広   | 晴   | 3.4%      | ブラックボス       | 幕別     | 牡2  | 590           | 1:23.8 | 松田道明   | 皆川公二   |
| 第14回 | 2012年12月30日 | 帯広   | 小雪 | 6.8%      | ソウクンボーイ     | 帯広     | 牡2  | 590           | 1:02.0 | 大口泰史   | 西邑春夫   |
| 第15回 | 2013年12月30日 | 帯広   | 晴   | 2.4%      | ブラックニセイ     | 陸別     | 牡2  | 590           | 1:22.2 | 大口泰史   | 皆川公二   |
| 第16回 | 2014年12月28日 | 帯広   | 晴   | 2.5%      | センゴクエース     | 滝上     | 牡2  | 610           | 1:34.3 | 鈴木恵介   | 槻舘重人   |
| 第17回 | 2015年12月28日 | 帯広   | 晴   | 1.6%      | ホクショウディープ | 音別     | 牡2  | 600           | 1:24.7 | 鈴木恵介   | 皆川公二   |
| 第18回 | 2016年12月29日 | 帯広   | 晴   | 3.0%      | ホクショウムゲン   | 陸別     | 牡2  | 600           | 1:16.0 | 鈴木恵介   | 服部義幸   |
| 第19回 | 2017年12月29日 | 帯広   | 晴   | 1.5%      | オレワチャンピオン | 中富良野 | 牡2  | 600           | 1:39.7 | 鈴木恵介   | 中島敏博   |
| 第20回 | 2018年12月30日 | 帯広   | 晴   | 1.2%      | アオノブラック     | 標茶     | 牡2  | 600           | 1:31.8 | 菊池一樹   | 金田勇     |
| 第21回 | 2019年12月30日 | 帯広   | 曇   | 1.3%      | キョウエイリュウ   | 足寄     | 牡2  | 620           | 1:29.2 | 松田道明   | 村上慎一   |
| 第22回 | 2020年12月30日 | 帯広   | 曇   | 1.0%      | アルジャンノオー   | 訓子府   | 牡2  | 600           | 1:41.9 | 藤野俊一   | 松井浩文   |
| 第23回 | 2021年12月30日 | 帯広   | 晴   | 2.7%      | ヤマカツエース     | せたな   | 牡2  | 600           | 1:08.7 | 藤野俊一   | 金田勇     |
| 第24回 | 2022年12月30日 | 帯広   | 晴   | 2.2%      | キョウエイプラス   | 足寄     | 牡2  | 610           | 1:06.5 | 菊池一樹   | 村上慎一   |
| 第25回 | 2023年12月30日 | 帯広   | 晴   | 1.5%      | ライジンサン       | 根室     | 牡2  | 600           | 1:26.2 | 鈴木恵介   | 大河原和雄 |
| 第26回 | 2024年12月29日 | 帯広   | 晴   | 1.1%      | スーパーシン       | 幕別     | 牡2  | 600           | 1:21.0 | 藤野俊一   | 長部幸光   |

### 生産地域別勝利数
2024年現在
- 十勝総合振興局 - 13頭
- 釧路総合振興局 - 4頭
- オホーツク総合振興局 - 3頭
- 上川総合振興局 - 2頭
- 宗谷総合振興局 - 1頭
- 根室振興局 - 2頭
- 檜山振興局 - 1頭

### 各回競走結果の出典
- ヤングチャンピオンシップ 歴代優勝馬（地方競馬全国協会）
- netkeiba.comより（最終閲覧日：2015年3月9日）
  - ヤングクラウンズカップ
    - 2000年、2001年、2002年、2003年、2004年、2005年、2006年

  - ヤングチャンピオンシップ
    - 2007年、2008年、2009年、2010年、2011年、2012年、2013年、2014年